# Міз Марвел
Міз Марвел (англ. Ms. Marvel) — ім'я декількох персонажок з коміксів американського видавництва «Marvel Comics». Початково задумана як жіночий аналог Капітана Марвела. Marvel опублікували три серії коміксів під назвою «Ms. Marvel», у перших двох головною героїнею була Керол Денверс, а третьої — Камала Хан.

## Персонажки

Керол Денверс

### Керол Денверс
Першою ім'я Міз Марвел використовувала Керол Денверс. Її створив письменник Рой Томас і художник Джин Колан. Уперше вона з'явилася в «The Marvel Super Heroes» #13 (березень 1968) як офіцер ВПС США і не мала суперсил. Після вибуху, пережитого разом з інопланетним супергероєм раси Кріі Капітаном Марвелом у «Captain Marvel» #18 (листопад 1969) її ДНК злилося з ДНК Марвела. І в «Ms. Marvel» #1 (січень 1977) Денверс демонструє отримані в результаті цього надздібності і стає супергероїнею. Як Міз Марвел вона стає опорою команди Месників з «The Avengers» #171 (травень 1978). Денверс так само використовувала кодові імена Подвійна зірка і Птаха війни. У липні 2012 року Дэнверс приймає на себе мантію Капітана Марвела в честь свого загиблого Мар-Велла, після Капітан Америка говорить їй, що Мар-Велл хотів, щоб вона це зробила.

### Шерон Вентура
Шерон Вентура, друга Міз Марвел, створена Майком Карліном і Роном Вілсоном, вперше з'явилася в «The Thing» #27 (вересень 1985) в якості каскадерки в команді «Громові гонщики», де зустріла Істоту. У «The Thing» #35 (травень 1986) Вентура добровільно пішла на експеримент, проведений Силовим Брокером, для отримання суперздібностей, щоб приєднатися до Федерації реслінгу необмеженого класу разом з Істотою, взявши ім'я Міз Марвел. Вентура пізніше приєднується до Фантастичної четвірки «Fantastic Four» #307 (жовтень 1987), а після впливу космічних променів в «Fantastic Four» #310 (січень 1988) її тіло мутує, вона стає схожою на Істоту і отримує ім'я Жінка-Істота.

### Карла Софен
Докторка Карла Софен, суперлиходійка, відома як Місячний Камінь, вперше з'явилася в якості помічниці Доктора Фауста у «Captain America» #192 (грудень 1975), її створили Марв Вульфман та Френк Роббінс. У «The Incredible Hulk» #228 (жовтень 1978) вона стає психіатринею лиходія Місячного Каменю, також відомого як Лойд Бліх. Софен з допомогою гіпнозу змушує Блоха віддати їй метеорит, що дав йому силу, і отримує здібності й бере його ім'я. Під час сюжетної лінії Темне правління Софен приєднується до зібраної Норманом Озборном групи Месників, відомих як Темні Месники, у якості двійниці першої Міз Марвел, Керол Денверс. Вона стає головною героїнею серії «Ms. Marvel», починаючи з випуску #38 (червень 2009) до тих пір, поки Керол Дэнверс не повертається у випуску #47 (січень 2010).

### Камала Хан
Камала Хан, четверта Міз Марвел, створена Саною Аманат, Дж. Віллоу Вілсон і Адріаном Альфона. Хан вперше з'явилася в «Captain Marvel» #17 (листопад 2013 року) в якості 16-річної американки пакистанського походження з Нью-Джерсі, яка обожнювала Керол Денверс. Вона отримала власну серію «Ms. Marvel», що вийшла в лютому 2014 року, ставши першим мусульманським персонажем Marvel Comics, чиє ім'я винесене в заголовок коміксу. Перший колекційний том цієї серії"Ms. Marvel Volume 1: No Normal" виграв у 2015 році премію Г'юго як краща графічна історія.